# Tsuen Wan District
Der Tsuen Wan District (chinesisch 荃灣區 / 荃湾区, Pinyin Quán Wān Qū, Jyutping Cyun4 Waan1 Keoi1) ist ein Verwaltungsgebiet in den New Territories von Hongkong. Auf einer Fläche von 62,62 km² leben etwa 300.000 Einwohner. Das Zentrum bildet Tsuen Wan New Town (荃灣新市鎮), ugs. meist kurz: Tsuen Wan (荃灣) wo die meisten Einwohner des Verwaltungsdistrikts leben.
Geographisch liegt der Distrikt ursprünglich vollständig auf dem Festland und gehört zu den New Territories, doch aus verwaltungstechnischen Gründen umfasst der Distrikt administrativ zu einem kleinen Teil auch den Norden von Lantau Island.